# Paradiestrammena storozhenkoi
Paradiestrammena storozhenkoi är en insektsart som först beskrevs av Andrej Vasiljevitj Gorochov 1998.  Paradiestrammena storozhenkoi ingår i släktet Paradiestrammena och familjen grottvårtbitare.

## Underarter
Arten delas in i följande underarter:
- P. s. khmerica
- P. s. storozhenkoi